# Bohemians 1905 2009-2010
Questa voce raccoglie le informazioni riguardanti il Bohemians 1905 nelle competizioni ufficiali della stagione 2009-2010.

## Rosa
| N. |                      | Ruolo | Calciatore      |
| -- | -------------------- | ----- | --------------- |
| 1  | Rep. Ceca (bandiera) | P     | Radek Sňozík    |
| 3  | Rep. Ceca (bandiera) | D     | Pavel Lukáš     |
| 4  | Rep. Ceca (bandiera) | D     | Josef Jindřišek |
| 5  | Rep. Ceca (bandiera) | C     | David Bartek    |
| 6  | Rep. Ceca (bandiera) | C     | Jan Štohanzl    |
| 7  | Rep. Ceca (bandiera) | D     | Marek Nikl      |
| 8  | Rep. Ceca (bandiera) | C     | Ivan Hašek      |
| 9  | Rep. Ceca (bandiera) | D     | Jiří Rychlík    |
| 10 | Rep. Ceca (bandiera) | A     | Dalibor Slezák  |
| 11 | Ungheria (bandiera)  | C     | Ferenc Róth     |
| 12 | Rep. Ceca (bandiera) | A     | Lukáš Hartig    |
| 13 | Rep. Ceca (bandiera) | D     | Jan Růžička     |

| N. |                       | Ruolo | Calciatore     |
| -- | --------------------- | ----- | -------------- |
| 14 | Rep. Ceca (bandiera)  | A     | Martin Nešpor  |
| 15 | Rep. Ceca (bandiera)  | A     | Jiří Kaufman   |
| 17 | Slovacchia (bandiera) | D     | Ivan Janek     |
| 19 | Rep. Ceca (bandiera)  | P     | Jiří Havránek  |
| 21 | Rep. Ceca (bandiera)  | A     | Milan Škoda    |
| 22 | Uzbekistan (bandiera) | A     | Aziz Ibragimov |
| 23 | Rep. Ceca (bandiera)  | A     | Luděk Zelenka  |
| 24 | Rep. Ceca (bandiera)  | D     | Michal Pávek   |
| 27 | Slovacchia (bandiera) | D     | Martin Cseh    |
| 28 | Rep. Ceca (bandiera)  | P     | Václav Marek   |
| 32 | Rep. Ceca (bandiera)  | C     | Lukáš Adam     |
| 33 | Rep. Ceca (bandiera)  | C     | Michal Dian    |